# Hoeve Zonneberg

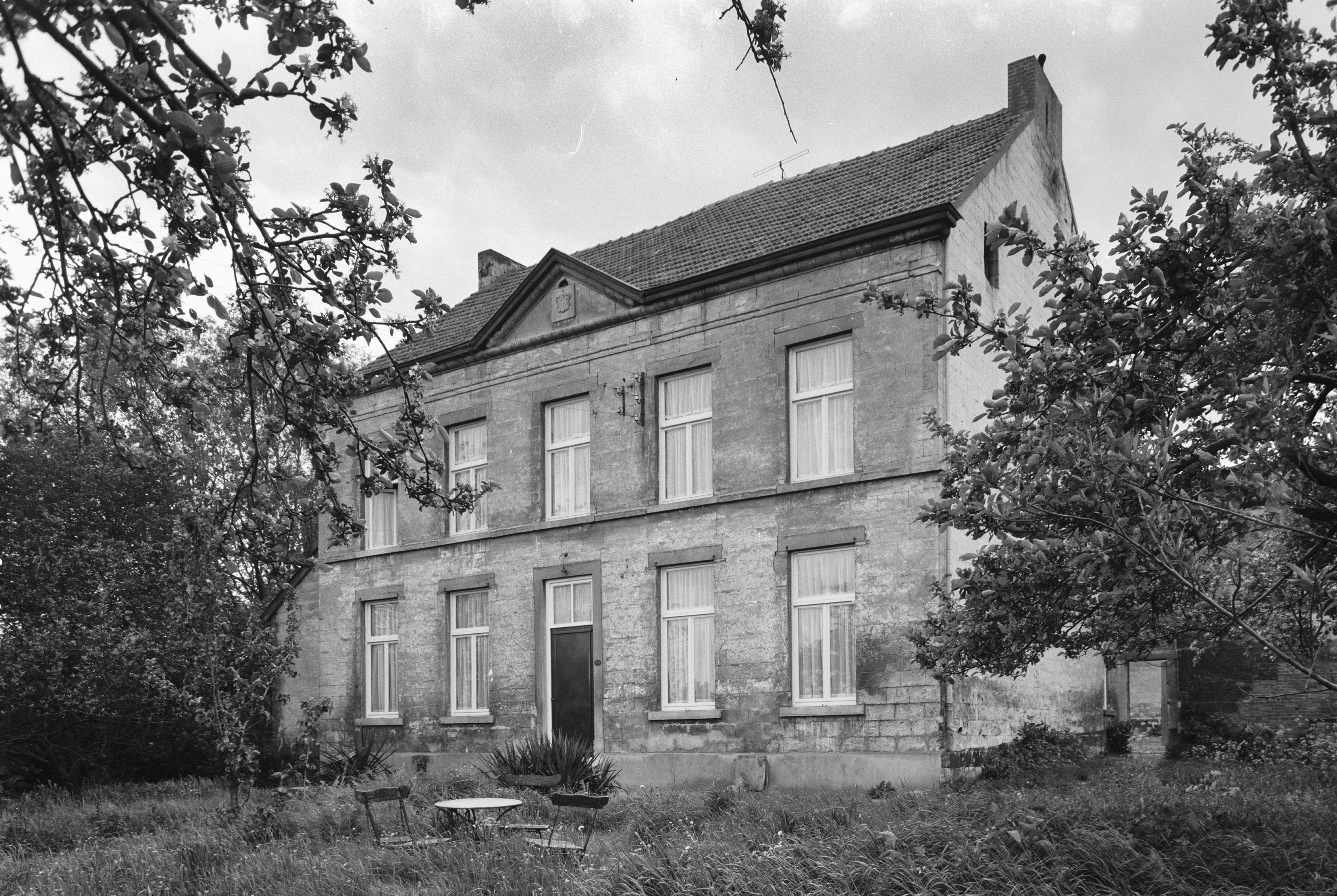
de oostgevel in 1965

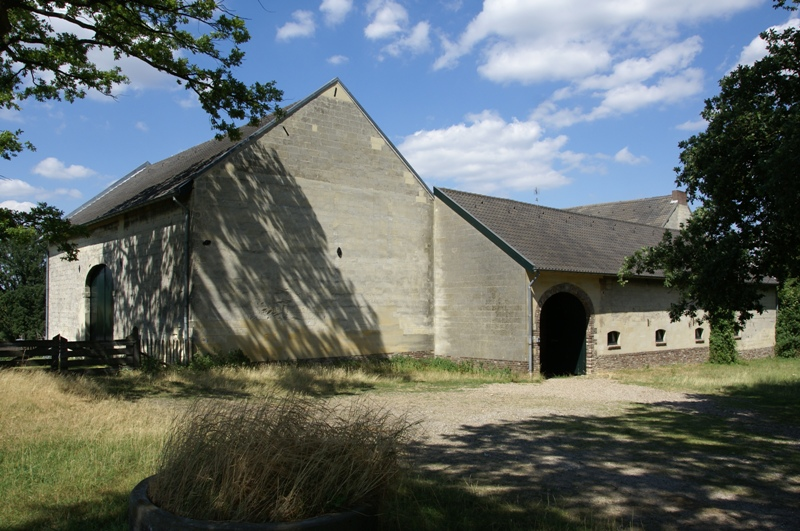
de hoeve gezien aan de zuidwestzijde

De Hoeve Zonneberg of Hoeve De Zonneberg is een vierkantshoeve in Nederlands Zuid-Limburg in de gemeente Maastricht. De hoeve staat boven op de noordwestelijke helling van de Sint-Pietersberg en het Plateau van Caestert ten zuiden van Sint-Pieter. Vanaf de hoeve heeft men een goed uitzicht over het Maasdal. Ten zuiden van de hoeve ligt het Slavantebos.
Op enkele tientallen meters ligt lager op de helling de ingang van het gangenstelsel Zonneberg die naar de hoeve vernoemd is. Op ongeveer 100 meter naar het zuidoosten bevindt zich de Grotwoning Greetje Blanckers en op ongeveer 170 meter naar het zuidoosten de Grotwoning De Kluis. Op ongeveer 150 meter ten zuiden van de hoeve bevindt zich de noordoostelijke dalwand van de ENCI-groeve. Op ongeveer 300 meter naar het zuidoosten ligt Buitengoed Slavante en op ongeveer 550 meter naar het zuidoosten ligt de Kasteelruïne Lichtenberg.
De hoeve is een rijksmonument.

## Geschiedenis
In de 19e eeuw werd de hoeve opgetrokken. De brede voorgevel van het gebouw stamt uit 1873. De hoeve ontstond toen de pachter Emanuel Duchateau ruzie kreeg met de eigenaar van de Lichtenberg. De naam Zonneberg werd gekozen naar analogie met de naam van de hoeve Lichtenberg.

## Gebouw
De herenhoeve is in mergel opgetrokken en bestaat uit vier gebouwdelen rond een gesloten binnenplaats. De brede voorgevel kijkt uit op het Maasdal in het oosten en wordt in het midden bekroond met een kleine fronton waarin het wapen van de familie Duchateau is aangebracht. De mergelblokken zijn gewonnen in de Sint-Pietersberg zelf.

## Zie ook

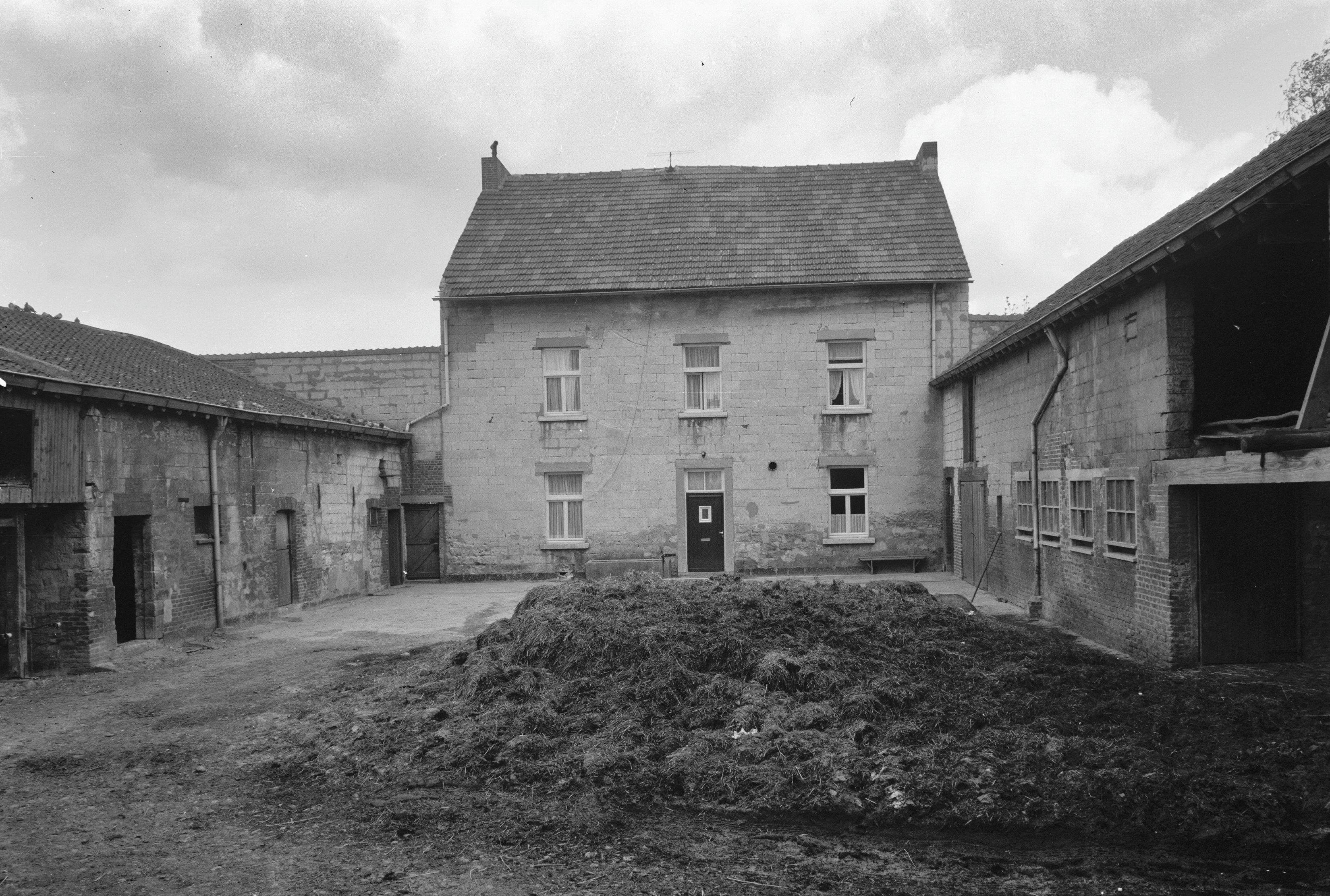
de binnenplaats in 1965
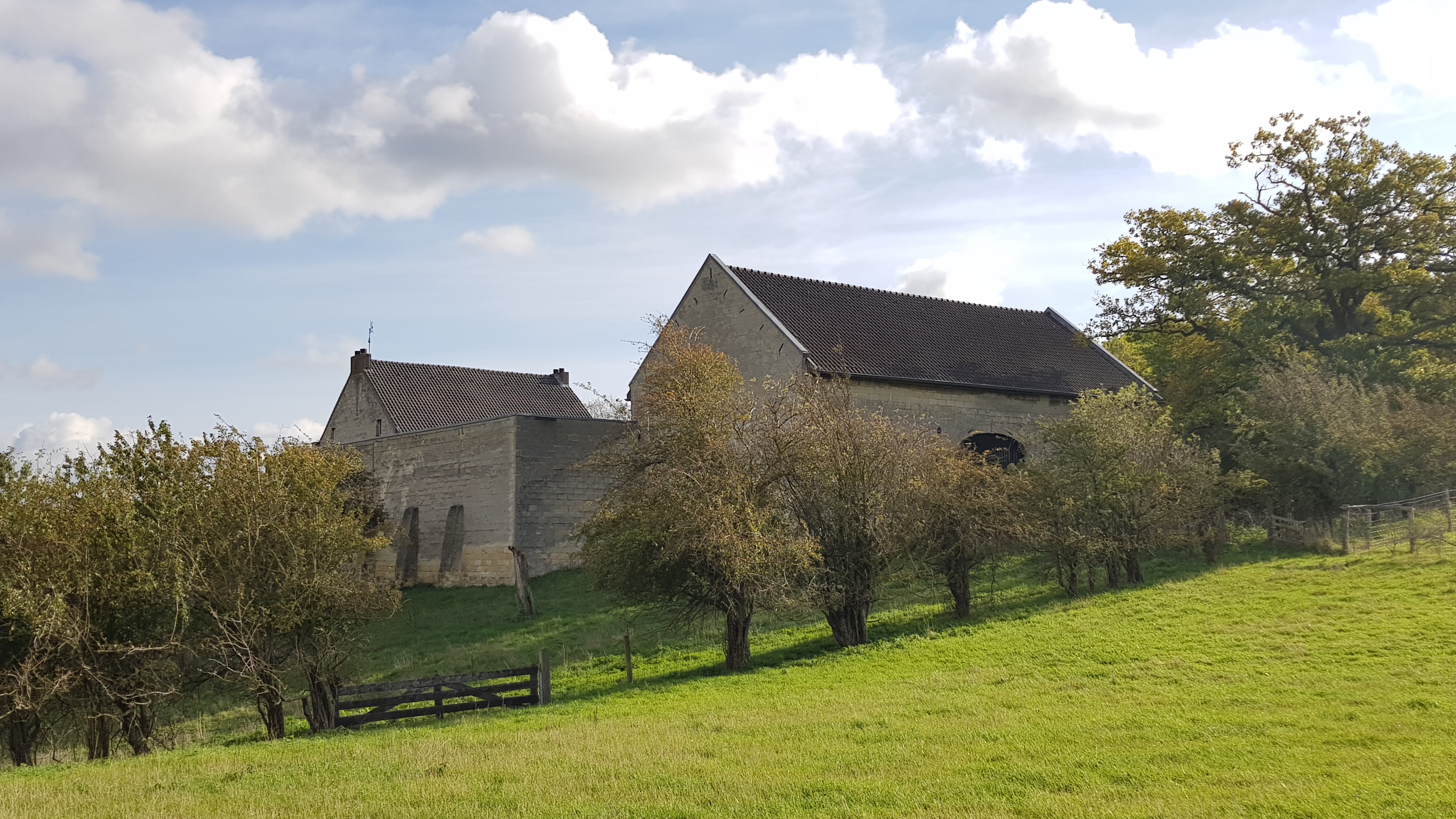
de hoeve gezien vanuit het noordwesten
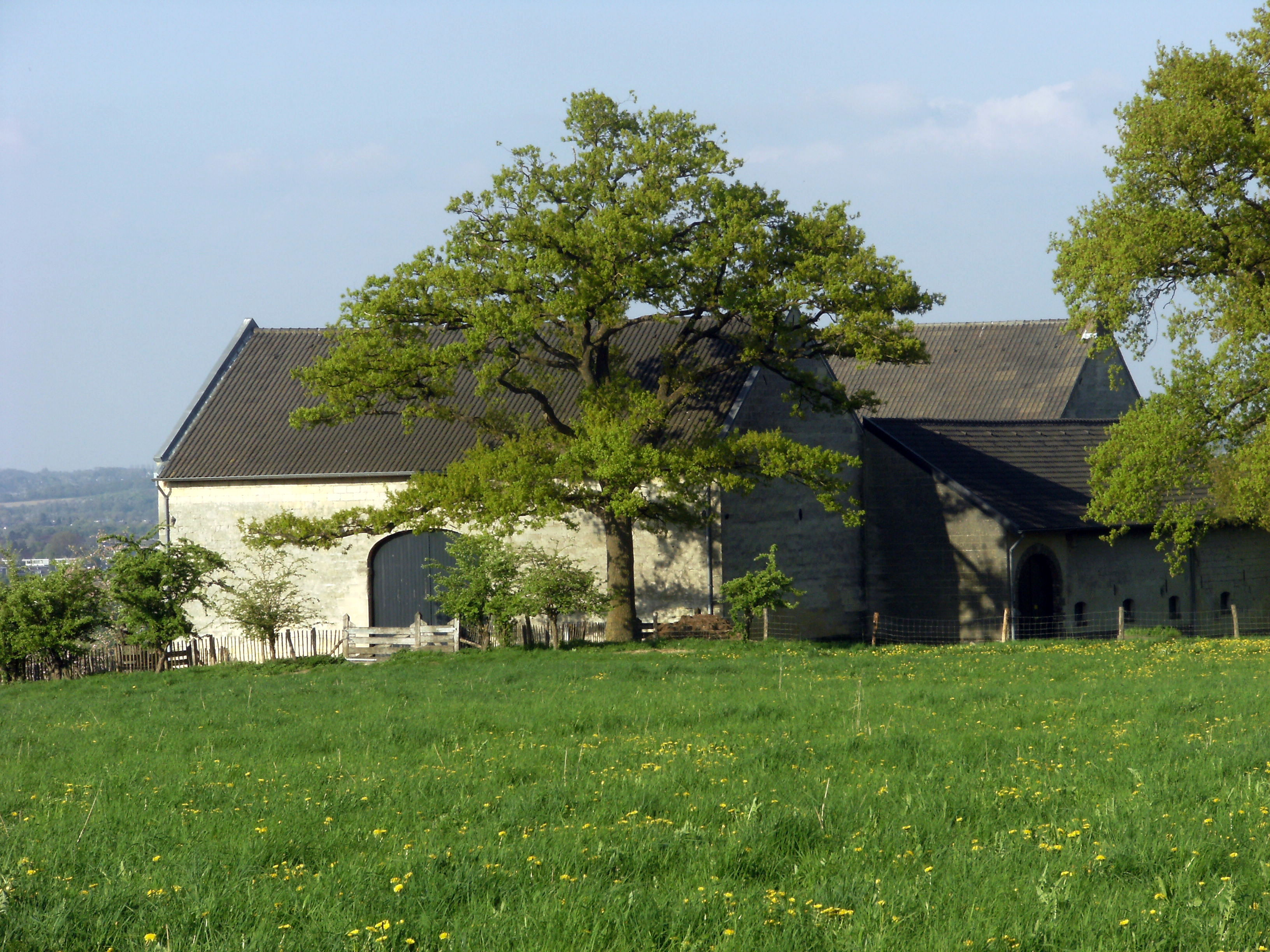
de hoeve gezien vanuit het zuidwesten
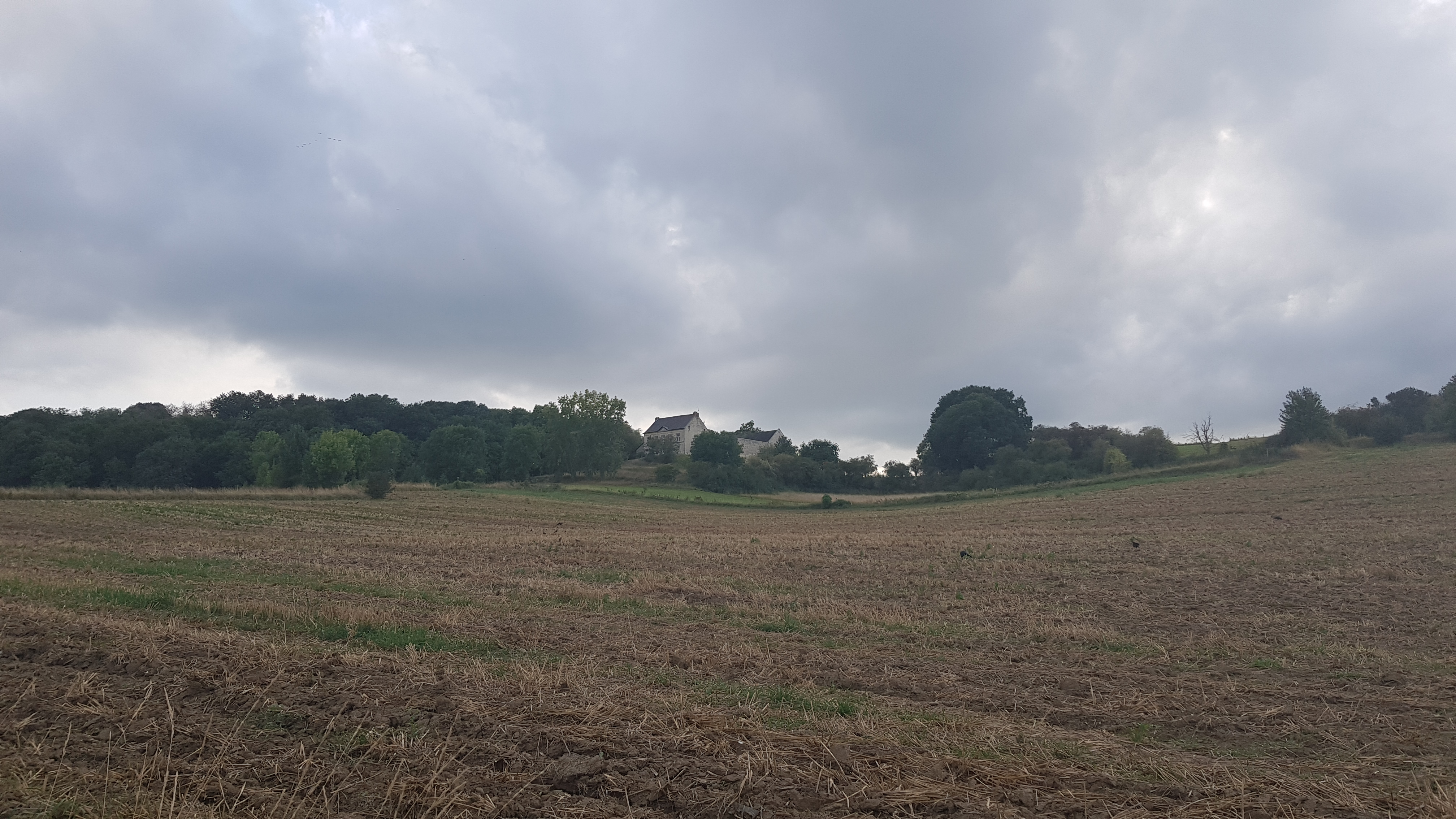
de hoeve op de berg gezien vanuit het noordoosten
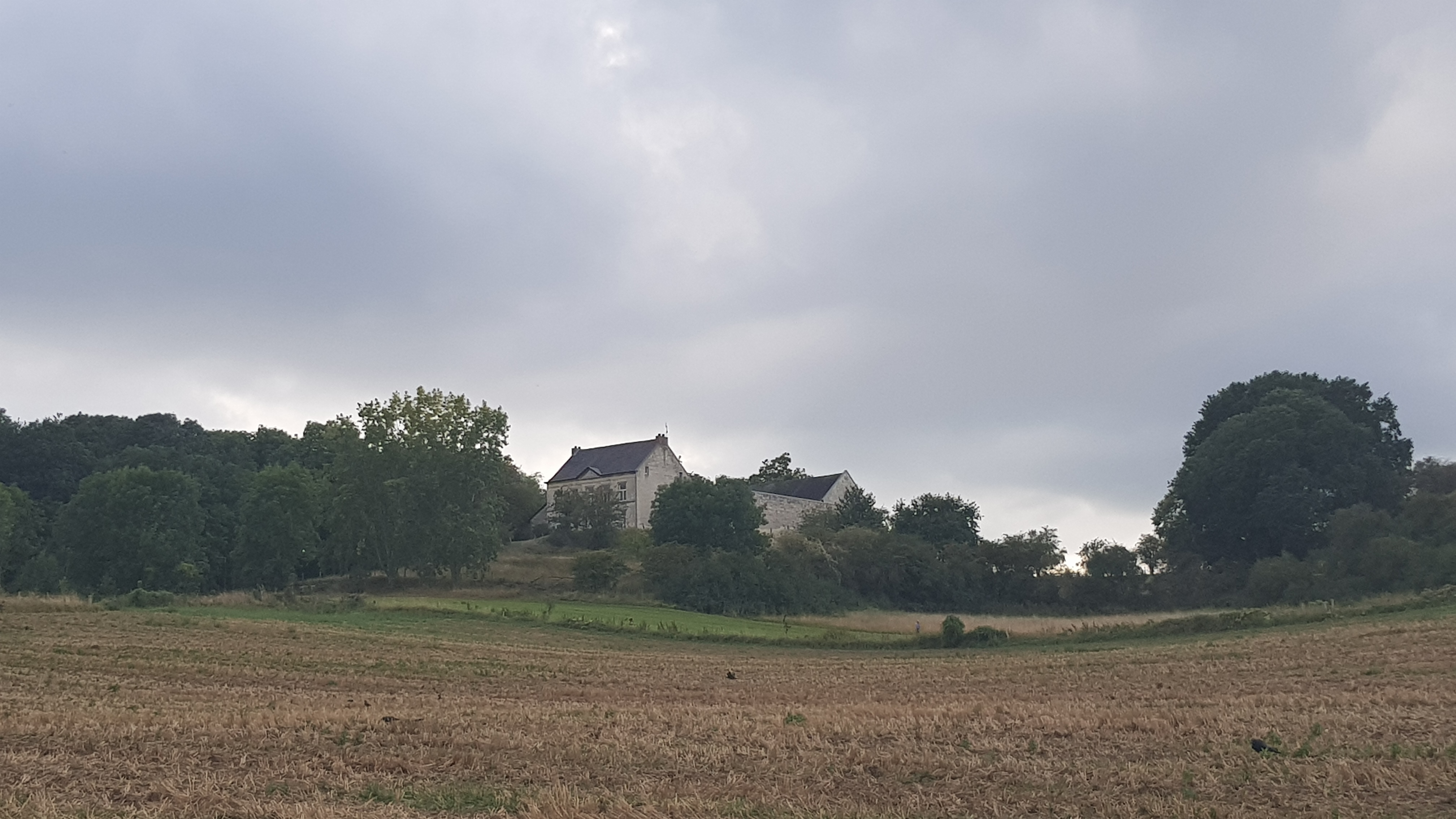
idem